# New England Small College Athletic Conference

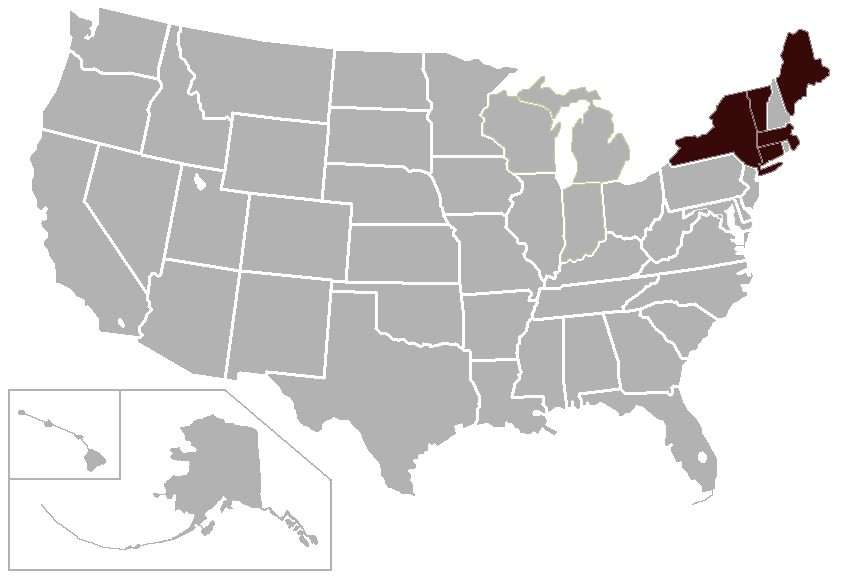
Les États qui participent à la NESCAC

La New England Small College Athletic Conference (NESCAC) est une ligue sportive constituée de onze universités en sciences humaines et sociales situées en Nouvelle-Angleterre et dans l'État de New York.
La plupart des universités se rencontrent pour des compétitions sportives depuis les années 1800. Les collèges de cette ligue sont souvent surnommés « little Ivies » (« petit lierres ») en référence à l'« Ivy League » constituée de manière semblable par de grandes universités du Nord-Est des États-Unis.